# Sint Jorisbaai
Sint Jorisbaai är en vik i Curaçao. Den ligger i den östra delen av landet, 15 km öster om huvudstaden Willemstad. 